# Derussificazione
La derussificazione è un processo o una politica pubblica messa in atto in diversi stati dell'ex Impero russo e dell'ex Unione Sovietica o in parti di essi, volta al restaurare l'identità nazionale dei popoli indigeni: la loro lingua, cultura e memoria storica, perse nella russificazione. Il termine si riferisce anche alla marginalizzazione del linguaggio, della cultura e di altre caratteristiche delle comunità russofone tramite la promozione di altri linguaggi e culture, spesso autoctone.

## Dopo il collasso dell'Impero russo
I primi processi di derussificazione si sono manifestati negli stati indipendenti emersi dopo il crollo dell'Impero russo nel 1917, come: Polonia, Finlandia, Estonia, Lettonia e Lituania.

### Kars

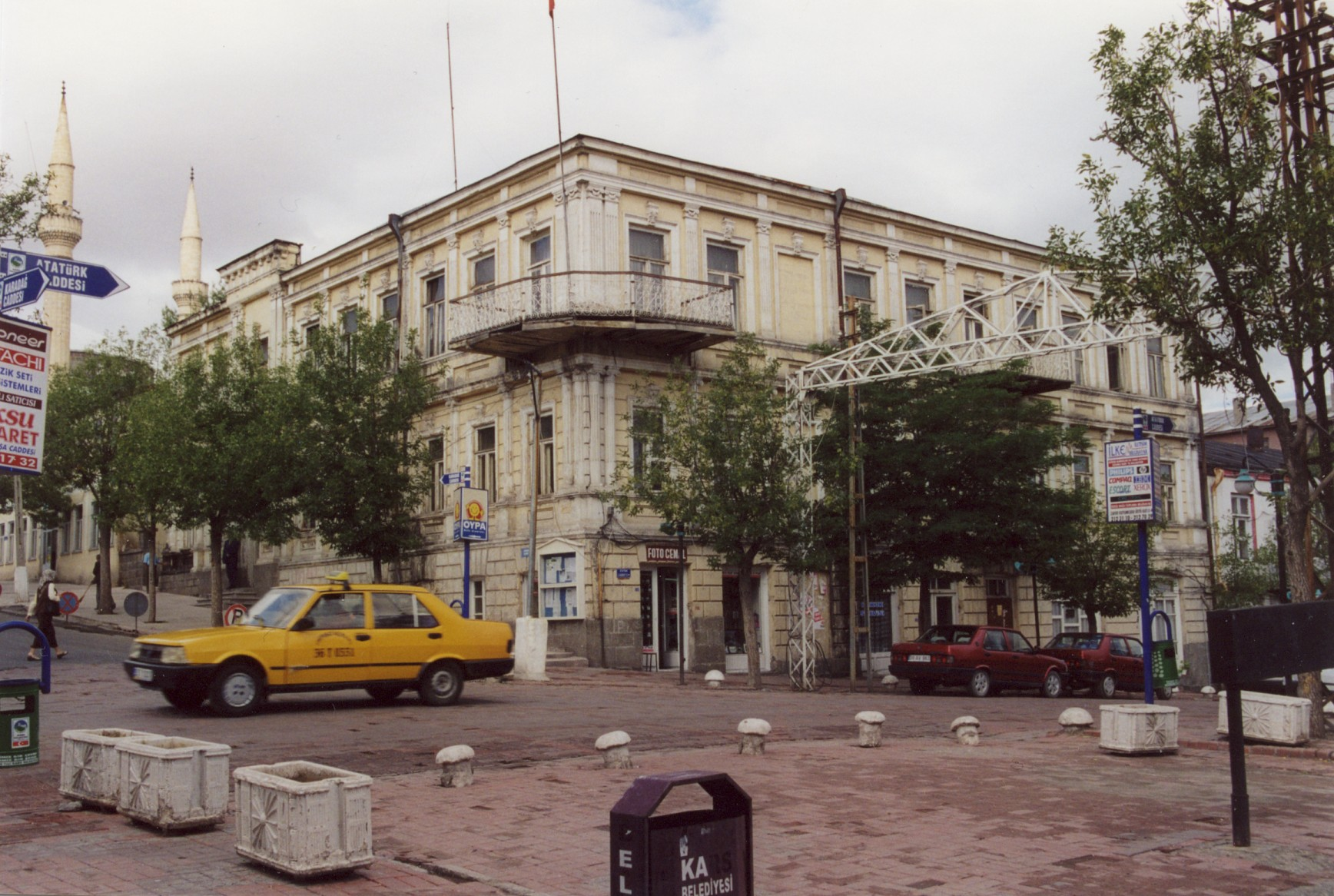
Architettura russa a Kars.

Dopo la cessione alla Turchia dell'oblast' di Kars e di alcuni territori adiacenti, in ottemperanza al trattato di Mosca (1921), quasi tutti i cristiani, che costituivano il 47% della popolazione secondo il censimento del 1897, hanno lasciato questi territori. La quota degli slavi nella regione, che all'epoca era del 10,6% della popolazione (di cui il 7,7% dei russi etnici), è scesa a poche migliaia di cristiani provenienti dalla Russia, la maggior parte dei quali si è poi spostata in Unione Sovietica tra la metà degli anni venti e la metà degli anni sessanta. Le comunità di greci, armeni e georgiani sono state ugualmente interessate da una forte emigrazione.

### Harbin

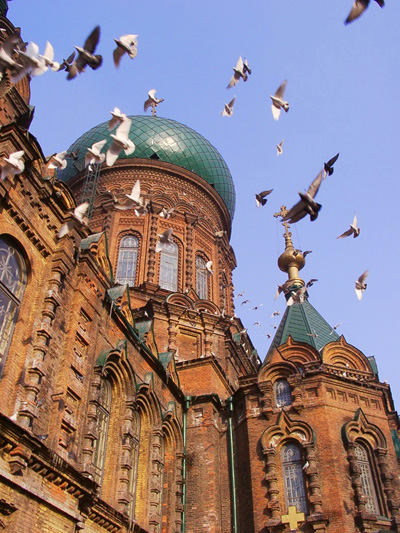
Cattedrale ortodossa di Harbin, costruita nel 1907.

Harbin, nella Cina nordorientale, controllata fino da fine XIX secolo dall'Impero Russo, al culmine dell'immigrazione russa durante gli anni venti aveva una popolazione di quasi 300.000 persone di lingua russa, soprattutto rifugiati bianchi. I primi tentativi di derussificazione furono attuati dalla repubblica cinese durante gli stessi anni venti, poi dopo l'occupazione giapponese degli anni trenta dallo stato fantoccio del Manciukuò. Nel periodo tra il 1945 e il 1969, la derussificazione di Harbin terminò, con la maggior parte dei restanti residenti russi che ha scelto di emigrare negli Stati Uniti, in Australia o di tornare in URSS.

## Nell'Unione Sovietica
La korenizacija è stata una politica del governo sovietico per l'integrazione delle nazionalità non russe nei governi delle loro specifiche repubbliche sovietiche. Negli anni venti, la politica promosse i rappresentanti della nazionalità titolare e delle loro minoranze nazionali nei livelli amministrativi inferiori del governo locale, della burocrazia e della nomenklatura delle rispettive repubbliche sovietiche. L'idea principale della korenizacija era di far crescere quadri comunisti per ogni nazionalità. La politica si è conclusa a metà degli anni trenta con le deportazioni di varie nazionalità.
Verso la metà degli anni trenta, con le epurazioni in alcune delle repubbliche con maggioranza non russa, la politica di korenizacija prese una nuova piega e alla fine degli anni trenta, mentre lo stesso termine cadeva in disuso nella burocrazia sovietica, la politica di promozione delle lingue locali cominciò ad essere bilanciata da una maggiore russificazione. Dal 1937, la stampa centrale ha iniziato a elogiare la lingua russa e la cultura russa. Furono organizzate campagne di massa per denunciare i "nemici del popolo", tra cui i "Nazionalisti borghesi" erano quelli che avevano soppresso la lingua russa.
Anche componenti del nazionalismo russo pre-rivoluzione sono state riabilitate, recuperando molti degli eroi della storia russa. Il popolo russo venne elevato a "fratello maggiore" della "famiglia socialista delle nazioni", nella costruzione di un peculiare patriottismo sovietico. Nel 1938, il russo divenne materia obbligatoria anche in tutte le scuole non russe dell'Unione Sovietica. In generale, la russificazione culturale e linguistica rifletteva la centralizzazione imposta da Stalin. L'alfabeto cirillico è stato imposto in un molte lingue sovietiche, comprese le lingue dell'Asia centrale in cui erano stati introdotti alfabeti latini per sostituire quelli arabi alla fine degli anni venti.
Durante l'era sovietica, un numero significativo di russi e ucraini etnici emigrarono in altre repubbliche sovietiche. Secondo l'ultimo censimento del 1989, la diaspora russa nelle repubbliche sovietiche aveva al tempo raggiunto i 25 milioni. Alcuni storici che guardano all'Unione Sovietica come un impero coloniale, hanno applicato l'idea di "prigione delle nazioni" all'URSS. Thomas Winderl ha scritto: "L'URSS è diventata in un certo senso più una prigione delle nazioni di quanto non lo fosse mai stato il vecchio impero”.

### Crisi sino-sovietica
Dopo la crisi sino-sovietica, il Ministero cinese della Pubblica Sicurezza e l'Ufficio di Stato per le indagini e la mappatura nel 1963 ha pubblicato il documento "Avviso sulla richiesta di indagine e ricerca su questioni riguardanti i toponimi russi e proposte per la risoluzione", ha chiesto alla provincia di Heilongjiang di derussificare i toponimi all'interno della sua giurisdizione. Successivamente, il Dipartimento provinciale degli affari civili di Heilongjiang ha identificato 20 toponimi russi che erano usati in passato (principalmente strade a Harbin e isole sul fiume Amur) e 9 toponimi senza nomi cinesi; ha poi inviato una relazione scritta a Pechino il 27 dicembre 1963, contenente suggerimenti per rinominare i toponimi russi, nonché una nota su alcuni toponimi che necessitavano di ulteriori studi. Il 26 dicembre 1964, il Consiglio di Stato della Repubblica Popolare Cinese ha approvato la proposta per la derussificazione dei toponimi.

## Dopo il collasso dell'Unione Sovietica
La dissoluzione dell'Unione Sovietica tra 1990 e 1991 fu un processo condizionato fortemente da alcuni moti nazionalisti ed indipendentisti tra le Repubbliche sovietiche, in particolare tra i paesi baltici e, con motivazioni etnico-religiose, nel Caucaso. Il processo vide dunque la rapida nascita di stati postsovietici indipendenti, che attuarono una serie di misure di rafforzamento delle identità nazionali, spesso operando contro i segni del controllo russo e sovietico dei loro territori.

### Ucraina
Il processo di rimozione dell'influenza e dei simboli della cultura russa, dell'Impero russo e dell'Unione Sovietica dall'Ucraina, è iniziato fin dall'indipendenza del paese nel 1991, ma ha assunto rilevanza nazionale dall'inizio del conflitto russo-ucraino nel 2014, accresciuta dall'invasione russa del 2022.

#### Dall'indipendenza a Euromaidan (1991-2014)

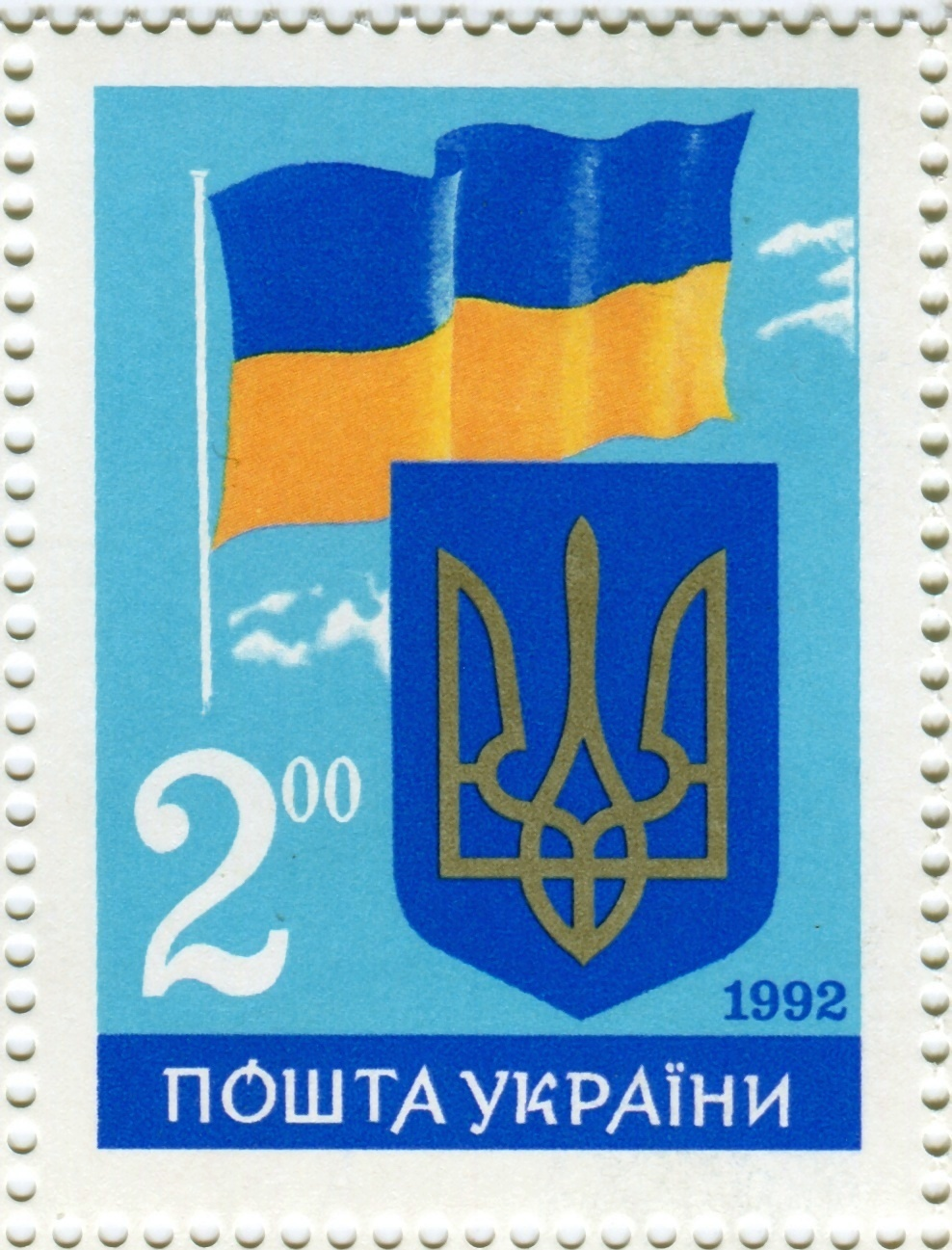
Primo francobollo ucraino, con i simboli nazionali.

Con l'indipendenza del paese la derussificazione ucraina ha visto uno sviluppo altalenante. Le prime azioni si sono concentrate sulla rimozione di simboli e monumenti sovietici, in particolare quelli dedicati a Lenin. Questo processo ha visto una forte partecipazione della società civile, con manifestazioni e atti di vandalismo contro i simboli comunisti. Le autorità locali hanno avuto un ruolo cruciale in questo processo, con differenze regionali significative. Nella Galizia, ad esempio, la rimozione dei monumenti a Lenin è stata completata entro un anno dall'indipendenza. Tuttavia, questa prima ondata di rimozioni è stata realizzata sistematicamente solo nell'ovest del paese e non si è accompagnata ad una completa decommunistizzazione del paese, lasciando una gestione dello spazio pubblico frammentata.
Gli sforzi per la derussificazione in questa fase si sono concentrati sulla lingua: la legge sulla lingua del 1989 ha reso l'ucraino la lingua di stato. La costituzione del 1996 ha confermato lo status dell'ucraino come unica lingua di stato, promuovendone lo sviluppo e il funzionamento. Un piano decennale, avviato nel 1991, mirava a garantire che ogni cittadino ucraino acquisisse una buona padronanza della lingua ucraina entro il 2000, puntando soprattutto sulla presenza della lingua ucraina nel sistema educativo. Tuttavia, la resistenza alla derussificazione linguistica è stata presente e diffusa, specialmente nelle regioni del sud e dell'est dell'Ucraina.
Una seconda ondata di rimozioni di monumenti sovietici si è verificata sotto la presidenza Juščenko, tra 2005 e 2010, con il governo centrale più orientato alla rimozione dell'identità sovietica. Nonostante ciò, la presenza di nomi di strade legate all'epoca sovietica (in particolare Lenin) è rimasta significativa fino al 2012. Questo periodo ha visto una crescente polarizzazione tra narrazioni nazionaliste e filo-russe.

#### Da Euromaidan all'invasione russa (2014-2022)

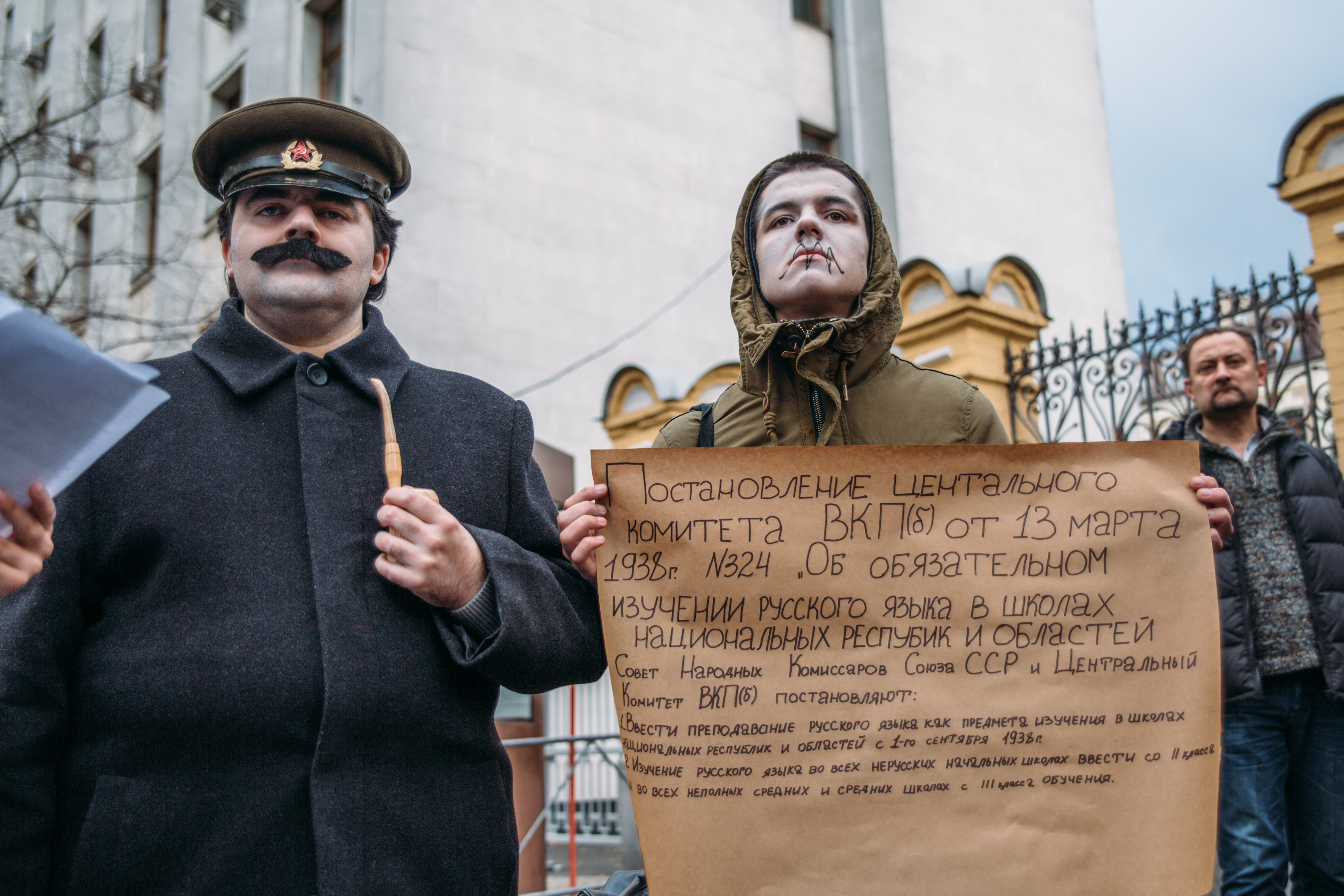
Protesta contro la russificazione sovietica dell'Ucraina, nel 2015.

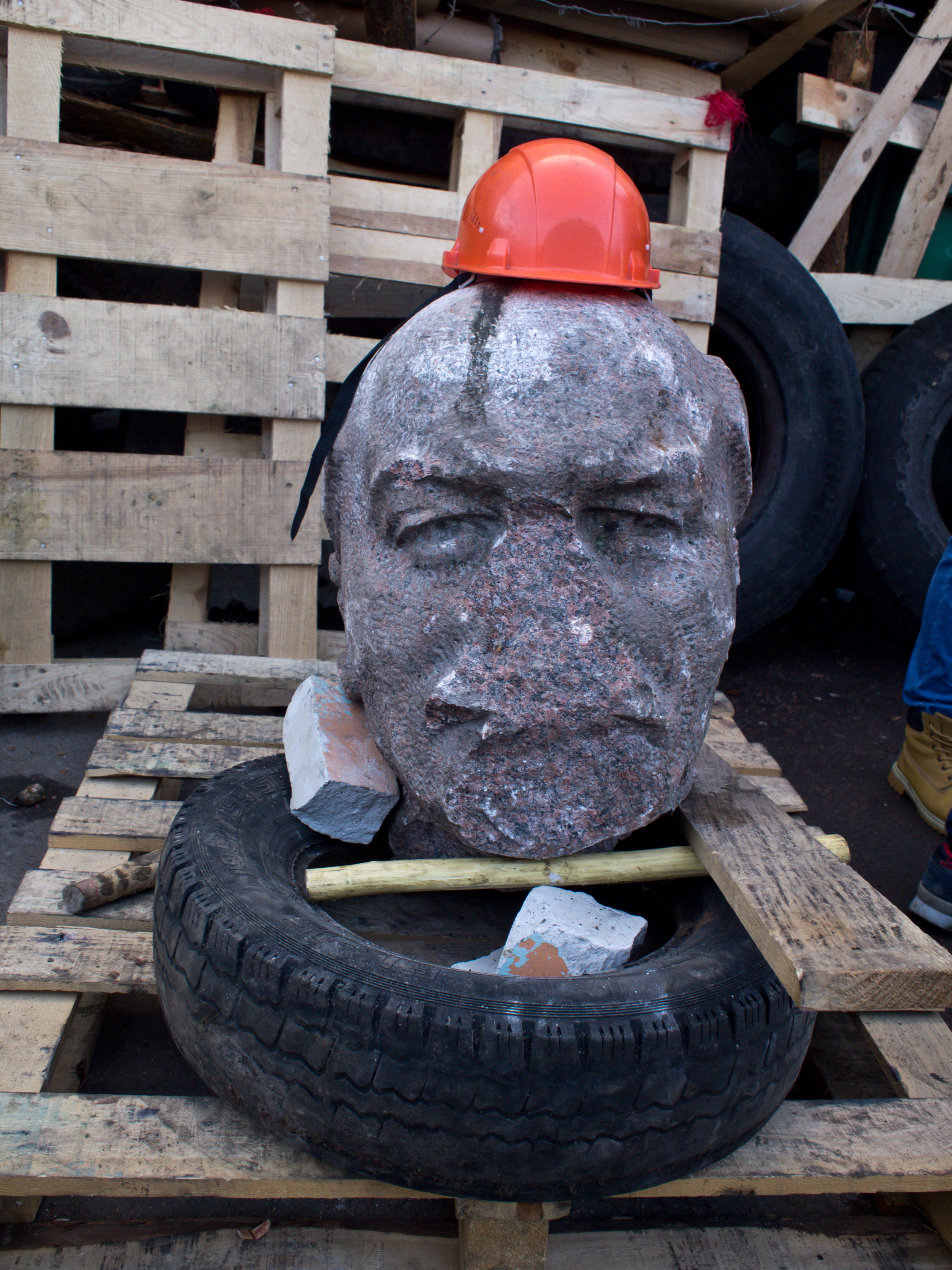
Statua di Lenin vandalizzata durante Euromaidan a Žytomyr.

La Rivoluzione della Dignità (Euromaidan) del 2013-2014 ha segnato un punto di svolta. Le istanze di derussificazione sono state assunte sotto la presidenza di Porošenko, salito alla carica nel corso del 2014. Il conflitto nel Donbas e l'annessione russa della Crimea hanno intensificato il processo di derussificazione. Si è assistito a una rimozione più massiccia di monumenti e simboli sovietici in tutto il paese, con l'Ucraina orientale come principale teatro. 
Nel 2015, il governo ha approvato una serie di leggi che hanno sistematizzato la rimozione dei simboli del regime totalitario comunista e nazista. Queste leggi hanno definito legalmente la derussificazione, che è stata vista come parte di un più ampio processo di decolonizzazione.
Il presidente Porošenko ha promosso tra 2018 e 2019 delle norme per l'uso esclusivo dell'ucraino nella sfera pubblica, mentre la Corte Costituzionale ucraina ha decretato incostituzionale il sussistere del russo tra le lingue regionali ufficiali di alcuni oblast orientali.

#### Dopo l'invasione russa del 2022

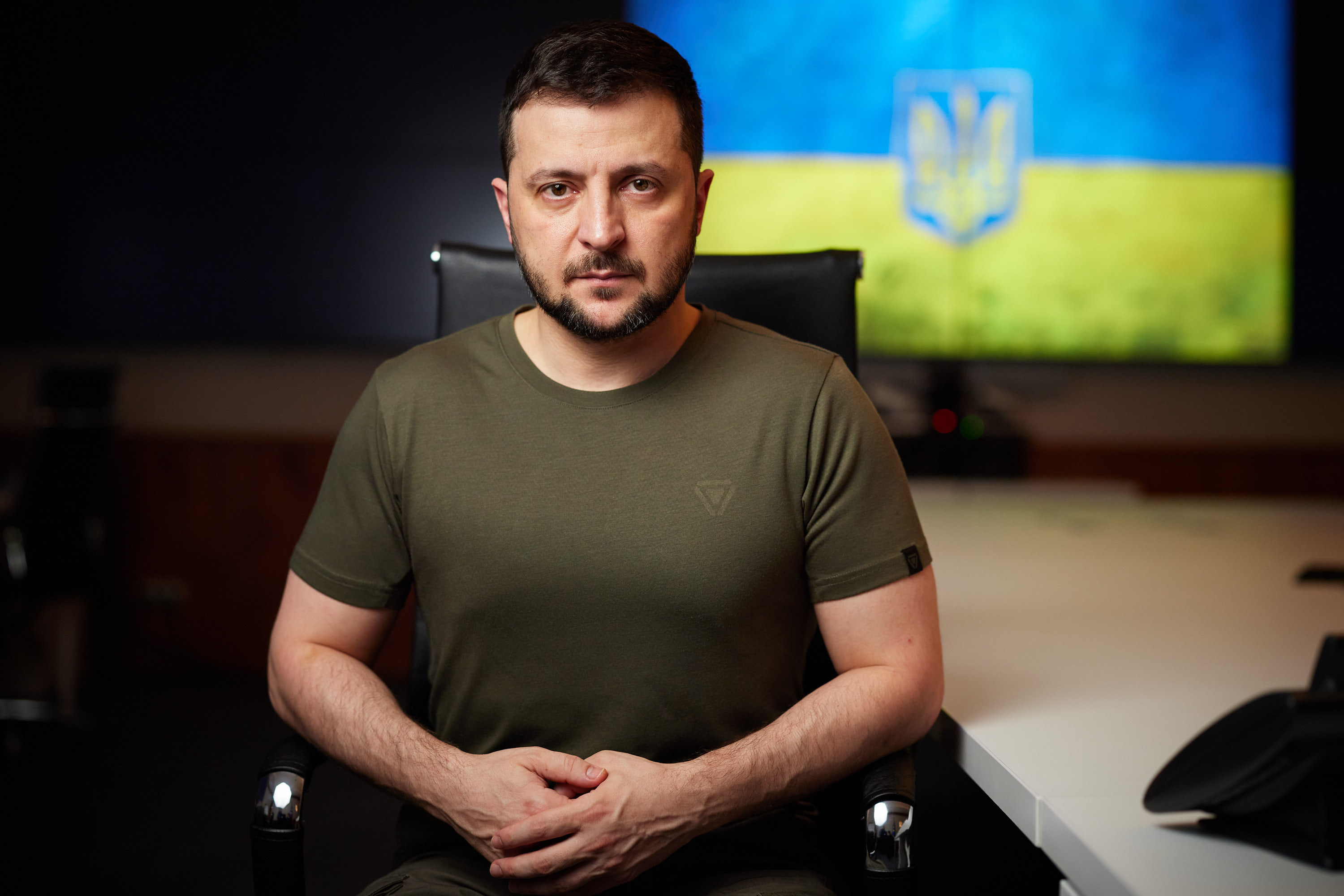
Il presidente ucraino Volodymyr Zelens'kyj.

Il processo è stato accelerato in modo significativo dall'invasione russa del 2022, mirato a eliminare l'influenza della cultura e della politica russa dalla società ucraina in modo sistematico. Questo processo include la rimozione completa di simboli e toponimi russi, la restrizione della cultura russa, la rivitalizzazione della lingua ucraina e una rilettura più profonda della storia del paese.

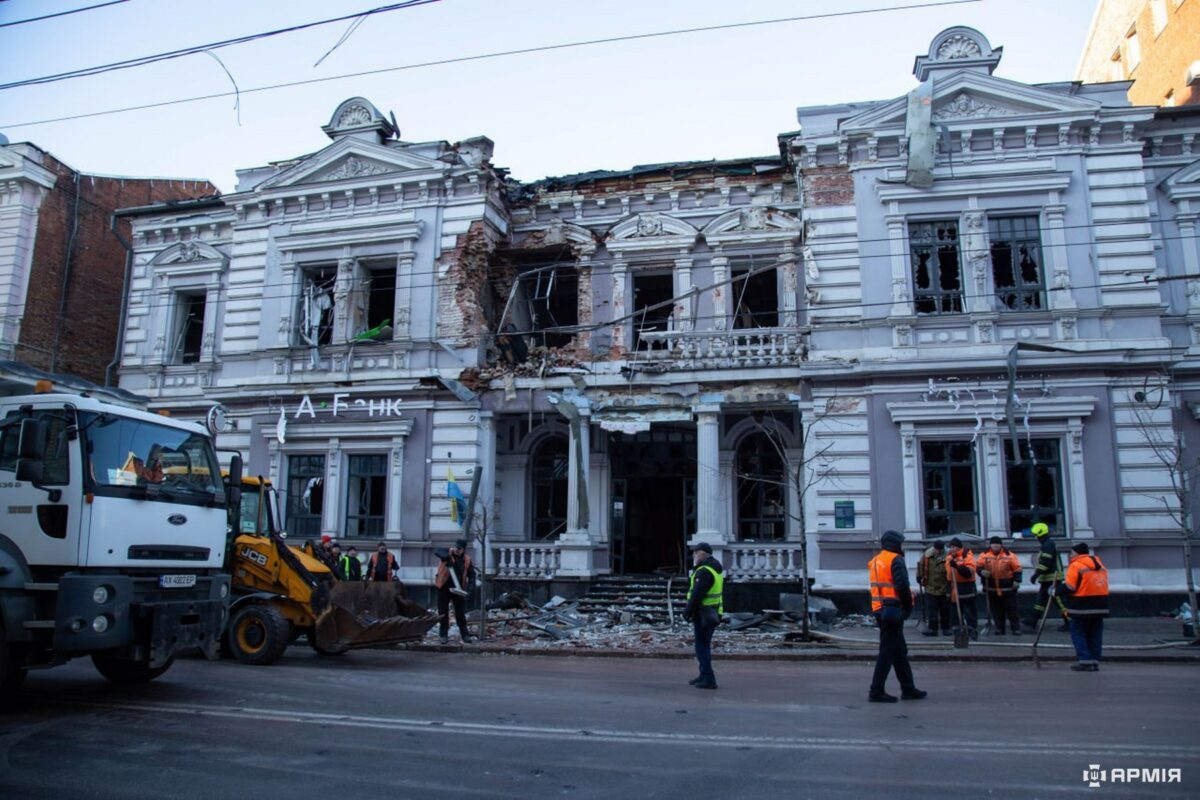
Edificio di inizio '900 a Charkiv, distrutto durante un attacco russo.

La legge ucraina "Sulla condanna e il divieto di propaganda della politica imperiale russa in Ucraina e sulla decolonizzazione della toponimia", approvata nel marzo 2023 dal presidente Zelens'kyj, fornisce un quadro giuridico per la rimozione di toponimi legati all'Impero russo, all'Unione Sovietica e alla Federazione russa. La legge richiedeva che, entro il 27 gennaio 2024, tutti i toponimi con riferimenti imperialisti russi fossero rimossi. Si è vista quindi la demolizione di statue come quella di Caterina la Grande a Odessa e la ridenominazione di strade in città come Lviv, Dnipro, Kyiv e Charkiv.
Le politiche volte a privilegiare l'uso della lingua ucraina in tutti gli ambiti della vita pubblica, già presenti dal periodo post-sovietico, sono state intensificate. Sono state introdotte misure più restrittive sull'uso della lingua russa, specialmente in contesti ufficiali e pubblici. Questo ha portato a una maggiore enfasi sulla distinzione tra le due culture e lingue e a una rilettura della storia ucraina in chiave anti-coloniale.
La Federazione Russa ha condannato queste politiche di derussificazione, accusando l'Ucraina di discriminare i russofoni e di minacciare la lingua e la cultura russa nel paese: questo pretesto rappresenta uno dei casus belli della sua aggressione.

### Paesi Baltici

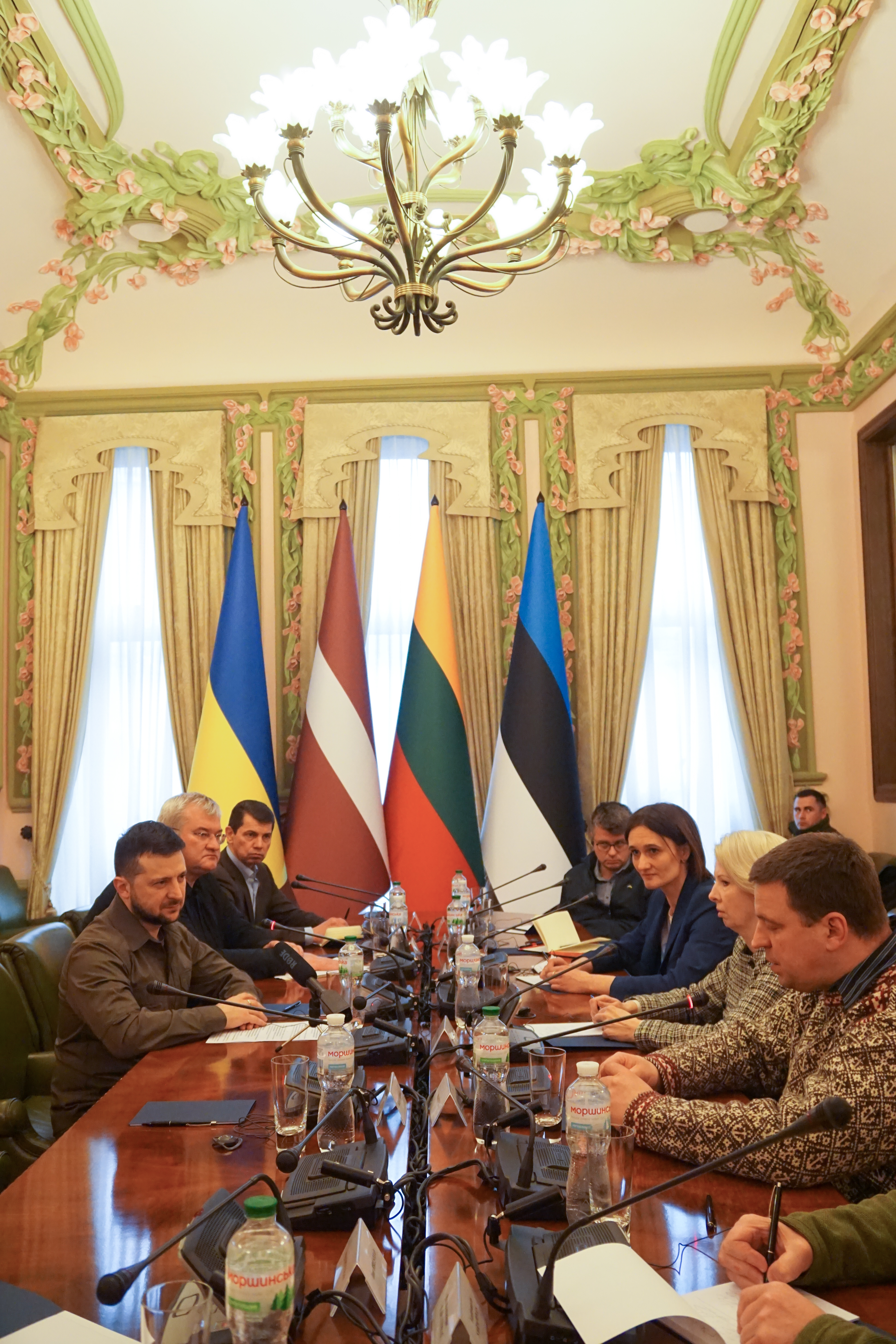
Presidenti dei parlamenti dei paesi baltici in visita a Kyiv, 24 marzo 2022.

Con la politica di glasnost del segretario del Pcus, Michail Gorbačëv, nei Paesi baltici vi furono già dal 1987 espressioni di indipendentismo, grandemente basate su una rilettura delle storie nazionali ed un capovolgimento dell'interpretazione sovietica della storia baltica. Le loro richieste, divenute rapidamente popolari, comprendevano la fine dell'immigrazione programmata russa e del sovrasfruttamento industriale del suolo, che richiedevano afflusso di lavoratori dalla Repubblica Sovietica Russa.

#### Estonia
L'Estonia dall'indipendenza nazionale ha adottato leggi linguistiche che promuovono attivamente l'uso della lingua estone, tra queste, quella del 1995 stabilisce che qualsiasi lingua diversa dall'estone sia considerata straniera. Le leggi sulla cittadinanza, approvate sempre nel 1995, hanno imposto requisiti linguistici più severi per la naturalizzazione, rendendo l'apprendimento della lingua estone il primo requisito per l'integrazione, soprattutto nel campo lavorativo, escludendone progressivamente la comunità russofona. In alcune zone di confine con la Federazione russa, come Narva, si è sentita la pressione di spinte secessioniste, in reazione alle politiche di derussificazione e decomunistizzazione, espresse con nostalgia per l'Unione Sovietica, che qui favoreggiava le comunità russe estoni.
L'Estonia ha intrapreso un percorso di rielaborazione della memoria collettiva, rimuovendo simboli sovietici e creando musei che raccontano le occupazioni e le deportazioni, mantenendo una forte enfasi sul tentativo staliniano di imporre l'egemonia russa sul paese. La guerra in Ucraina ha poi accelerato il processo di derussificazione fin dal 2014: il dibattito pubblico si è reso più acceso sul lascito dell'Unione Sovietica e sul rapporto con la cultura russa, vista sempre più unanimemente come colonizzatrice.

#### Lettonia
All'indipendenza del paese la lingua lettone è stata designata come lingua di stato, con politiche che mirano a rafforzarne l'uso in tutti gli ambiti della vita pubblica e privata, in un contesto in cui il russo era largamente la lingua dominante. La Lettonia ha poi adottato leggi sulla cittadinanza che hanno creato difficoltà per molti residenti russofoni fin dai primi anni novanta. I requisiti linguistici per ottenere la cittadinanza lettone hanno portato ad un dibattito sui diritti delle minoranze e sull'integrazione; i programmi di integrazione hanno infatti incluso descrizioni della storia lettone in cui le politiche sovietiche vengono descritte come coloniali, e la guerra, le deportazioni e la resistenza antisovietica come le radici storiche nazionali, creando difficoltà di integrazione dei molti cittadini lettoni russofoni e russi, oltre ad una folta comunità di residenti non-cittadini (persone senza alcuna nazionalità).

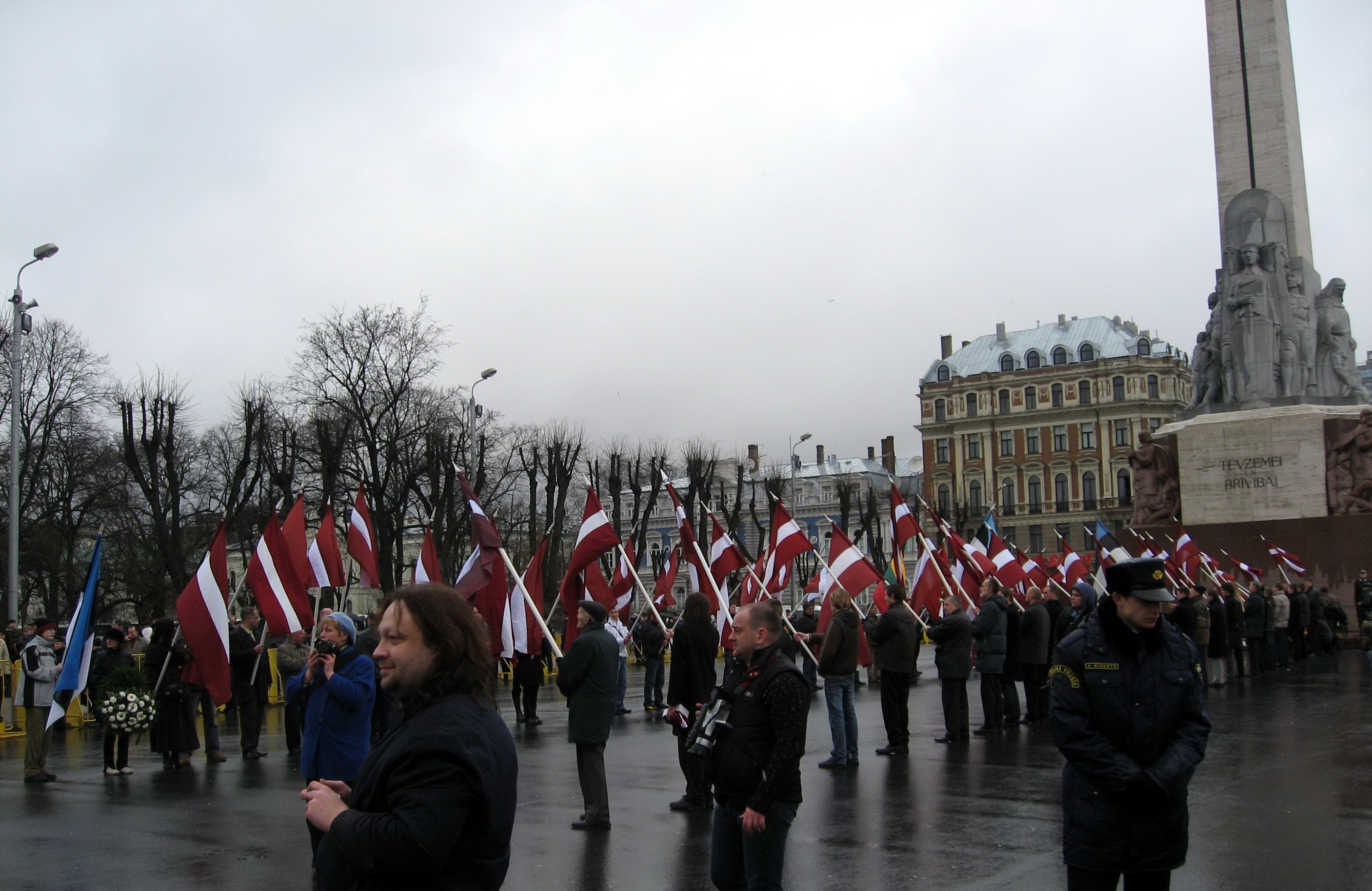
Celebrazioni nel giorno del ricordo dei Legionari Lettoni delle SS, Monumento alla Libertà di Riga, 16 marzo 2008.

La Lettonia ha intrapreso un percorso di rielaborazione della memoria collettiva anche attraverso la rimozione di simboli sovietici, la creazione di musei che documentano le occupazioni e le deportazioni, oltre che celebrazioni civili come la commemorazione del 16 marzo, giorno in cui si ricordano i caduti della Legione lettone, appartenuta alle Waffen-SS, data resa festa nazionale nel 1998 (fino al 2000, anno della revoca per le forti proteste internazionali). Al contrario il 9 maggio, celebrato in epoca sovietica come "Giorno della Vittoria", è commemorato principalmente dai russofoni.
La Lettonia considera la Russia una minaccia per la propria sovranità e sicurezza. La politica russa nei confronti delle minoranze russofone in Lettonia è vista con sospetto e come una forma di ingerenza negli affari interni. Le politiche di derussificazione sono state quindi viste come una efficace reazione alle politiche di russificazione del periodo sovietico e come una risposta alle attuali politiche della Russia, rese ancora più impellenti dal conflitto russo-ucraino.

#### Lituania

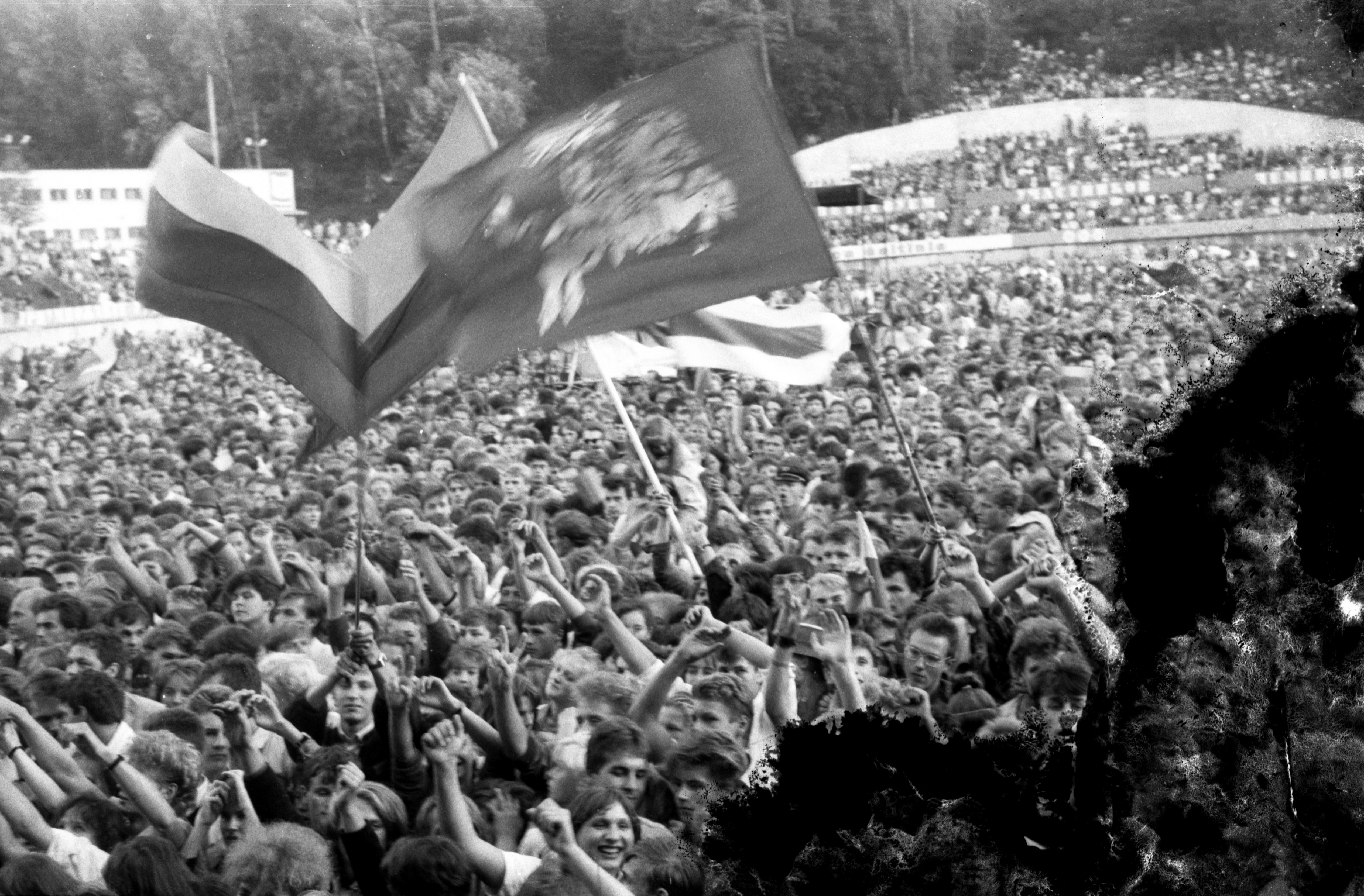
Folla della seconda marcia rock, che espone simboli nazionali lituani, stadio di Kalnų Park a Vilnius, 28 luglio 1988.

La Lituania nel 1989, già prima dell'indipendenza formale, ha adottato politiche linguistiche che promuovevano l'uso della lingua lituana, considerata elemento fondamentale dell'identità nazionale. Con la legge sulle minoranze etniche, la cittadinanza è stata concessa a tutti i residenti sul territorio lituano, a differenza di quanto successo in Estonia e Lettonia. La Lituania ha anche intrapreso un percorso di rielaborazione della memoria collettiva, rimuovendo i simboli sovietici e creando musei che raccontano le occupazioni e le deportazioni, in parte spiegate come atti coloniali e genocidiari russi. Questo processo ha incluso la riorganizzazione dello spazio pubblico e la rimozione di monumenti sovietici, come quello dedicato a Lenin a Vilnius, mentre i calendari delle commemorazioni sono stati rivisti, reintegrando festività cattoliche e celebrazioni per l'indipendenza.
La Lituania, come gli altri paesi baltici, vede la Russia come una minaccia alla propria sovranità e sicurezza, le politiche di derussificazione sono così viste come una reazione al passato di russificazione e un modo per proteggere la propria identità nazionale. La guerra in Ucraina ha accelerato il processo di derussificazione in Lituania, portando alla rimozione sistematica di monumenti e simboli sovietici, e ha intensificato il dibattito pubblico sul lascito sovietico, in cui si è inserito anche il divieto di propaganda a regimi autoritari e totalitari, imposto dal governo e contestato da parte della comunità russofona.

### Bielorussia

Bandiera nazionale bielorussa nel 1918 e tra 1991 e 1995.

Dopo il crollo dell'URSS nel 1991, la Bielorussia ha brevemente cercato di riaffermare la propria identità, con il bielorusso come lingua ufficiale e l'adozione di simboli nazionali. L'arrivo al potere di Aljaksandr Lukašėnka nel 1994 ha segnato un'inversione di rotta. Il russo è diventato lingua ufficiale, equiparato al bielorusso, e i simboli nazionalisti sono stati rimossi. Il governo di Lukašėnka ha infatti promosso una narrazione nostalgica dell'Unione Sovietica, fortemente russo-centrica, non favorevole al nazionalismo etnico bielorusso.
Nonostante le politiche governative, una parte significativa della società bielorussa ha cercato di resistere alla russificazione, in particolare i giovani e gli abitanti di Minsk, che hanno cominciato a identificarsi con un'identità nazionale più occidentale, determinando una spinta alla derussificazione dal basso. Le proteste del 2020 hanno visto l'uso della bandiera bianco-rosso-bianca, simbolo del nazionalismo bielorusso, come segno di opposizione al regime, oltre ad un crescente uso della lingua bielorussa come vettore per la derussificazione e la costruzione di un'identità indipendente.
Nonostante i tentativi di derussificazione, la lingua, cultura ed identità russe continuano ad esercitare un'influenza determinante sulla Bielorussia, per via del forte sostegno fornito a Lukašėnka da parte della Federazione Russa.

### Moldavia

Territorio della Repubblica di Moldavia, in arancione è evidenziata la Transnistria.

In Moldavia la derussificazione ha avuto un avvio lento fin dalle prime fasi dell'indipendenza, per via anche del persistere del controllo russo sulla regione della Transnistria. Uno dei provvedimenti più significativi è stata la ridenominazione della lingua ufficiale da "moldavo" a "romeno". Questa modifica ha avuto forte valore simbolico: la lingua moldava, infatti, era stata codificata in epoca sovietica come unica lingua romanza ad adottare l'alfabeto cirillico. La nuova costituzione della Moldavia ha sancito l'uso dell'alfabeto latino, mentre il cirillico si conserva in Transnistria. Nel settore dell'istruzione il russo è stato scoraggiato e in parte abbandonato. La quantità di persone che parlano russo nel paese è infatti diminuita del 30% tra il 2004 e il 2014. Tra le misure linguistiche adottate, l'abolizione della traduzione obbligatoria degli atti legislativi in russo è stata considerata da Mosca come un tentativo di "rompere completamente i legami con la Russia".
La Moldavia ha operato rimozioni di monumenti di leader russi e sovietici, sostituendoli spesso con santuari di santi ortodossi romeni, simbolo di un'identità nettamente divergente dalle politiche sovietiche nel paese. Le strade intitolate a figure russe come Puškin sono state rinominate in onore di figure romene come Stefano III il Grande. Anche l'aeroporto internazionale di Chișinău ha cambiato il suo codice da KIV (Kishinev, nome russo della città) a RMO (Republic of Moldova). Tutti questi processi hanno visto un'accelerazione decisiva dal 2022, con l'inizio dell'invasione russa dell'Ucraina.

### Caucaso
I paesi della Transcaucasia sovietica hanno ottenuto le rispettive indipendenze nel 1991, in una situazione di alta conflittualità tra Azerbaigian e Armenia, e tra la Georgia e la stessa Federazione russa, per via della distribuzione etnica e religiosa nella regione.

#### Armenia
Dopo l'indipendenza, l'Armenia ha intrapreso un percorso di derussificazione con caratteristiche distinte rispetto ad altri paesi della regione caucasica, influenzato da dinamiche interne ma soprattutto dalla politica estera del paese. La lingua armena, che era stata relegata in secondo piano durante il periodo sovietico, è stata promossa come lingua ufficiale. Questo processo ha contemplato la standardizzazione della lingua e la sua introduzione obbligatoria nelle scuole e nelle istituzioni educative, la sostituzione dei termini di origine russa con equivalenti armeni. Il bilinguismo che si era sviluppato durante il periodo sovietico ha quindi iniziato a recedere, anche se il russo è rimasto la seconda lingua meglio conosciuta per la maggioranza degli armeni.
A differenza di altri paesi caucasici, l'Armenia ha mantenuto una stretta alleanza militare con la Russia, nella ricerca di un forte appoggio esterno nel conflitto del Nagorno-Karabakh con l'Azerbaigian. Ciò ha influenzato il processo di derussificazione, che non è stato così radicale come in altri paesi. L'influenza russa rimane presente in Armenia anche attraverso l'uso del russo in ambito scientifico e industriale, sviluppatosi durante il periodo sovietico e solo parzialmente sostituito con l'armeno.

#### Azerbaigian
Dopo l'indipendenza l'Azerbaigian ha intrapreso un percorso di nazionalizzazione linguistica, sancito nel 2001 dall'abbandono dell'alfabeto cirillico, imposto in epoca sovietica, a favore dell'alfabeto latino. La lingua azera ha visto una standardizzazione e un maggiore utilizzo nei settori dell'istruzione, della cultura e dei media. In questo contesto sono state proposte diverse opzioni per modificare i suffissi dei cognomi, con l'obiettivo di eliminare le terminazioni di origine russa (-ov, -ova, -ev, -eva) e di sostituirle con suffissi tradizionali azeri come -lı, -li, -lu, -lü, -oğlu, -soy e -gil.
La scelta dell'alfabeto latino è stata anche interpretata come un avvicinamento alla Turchia, con cui l'Azerbaigian condivide affinità linguistiche e culturali. L'Azerbaigian ha infatti stretto alleanze strategiche con la Turchia e la Georgia, scegliendo di far passare attraverso i loro territori i propri oleodotti. Ha anche incoraggiato la minoranza azera in Georgia a sostenere le istituzioni statali georgiane e a integrarsi nella politica del paese, contribuendo alla stabilità della Georgia, soprattutto dopo l'invasione russa del paese, nel 2008.

#### Georgia

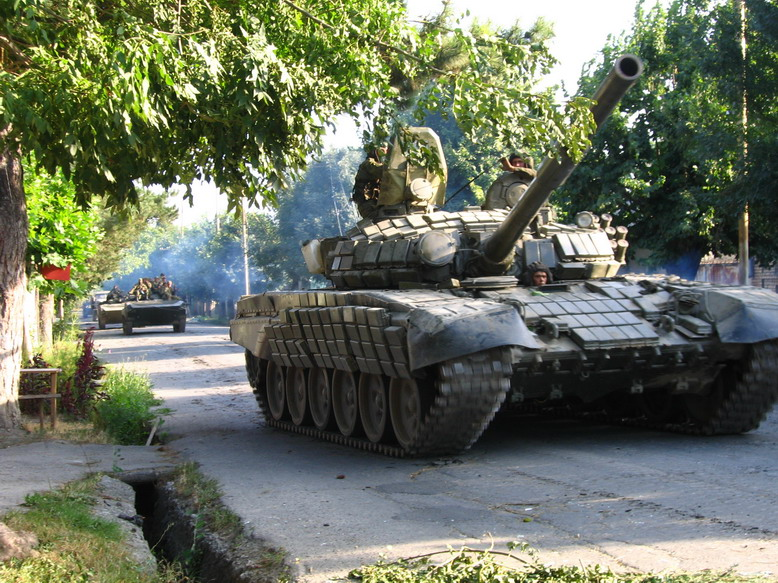
Carri armati russi in Ossezia del Sud, agosto 2008.

Dall'indipendenza la lingua georgiana è stata promossa come lingua ufficiale, in sostituzione del russo che aveva un ruolo dominante durante il periodo sovietico. Sebbene la legge georgiana permetta di cambiare il cognome, le autorità tendono a scoraggiare le richieste. Inoltre, i cognomi con suffissi russi sono in uso da generazioni, rendendo difficile il recupero di forme "storiche".
La Georgia ha cercato di ridurre la dipendenza dalla Russia, soprattutto nel settore energetico, diversificando le proprie fonti di approvvigionamento. La Russia ha però destabilizzato il paese sostenendo i movimenti separatisti nelle regioni dell'Abcasia e dell'Ossezia del Sud, in parte per contrastare l'influenza occidentale in Georgia. La Georgia ha quindi stretto alleanze strategiche con paesi come gli Stati Uniti, la Turchia e l'Azerbaigian, per contrastare l'influenza russa nella regione, soprattutto in virtù dell'intervento armato russo nel paese, nel contesto della Seconda guerra in Ossezia del Sud, nel 2008. La società georgiana è rimasta però divisa tra coloro che sostengono l'integrazione con l'Occidente e coloro che preferirebbero un allineamento con la Russia, come la gran parte della classe politica nazionale.

### Asia Centrale
Le comunità nazionali in Asia Centrale hanno visto uno sviluppo coercitivo e paternalistico nell'ambito delle politiche delle nazionalità sovietiche lungo tutto il XX secolo. Dopo la dissoluzione dell'Unione Sovietica, nel 1991, la derussificazione è stata un processo innanzitutto di ricerca di una nuova identità nazionale per ognuno dei paesi dell'Asia Centrale. Questo processo include la promozione delle lingue locali, la revisione della toponomastica, e la riduzione dell'influenza della lingua e cultura russa.

#### Kazakistan

Il Parco dell'Indipendenza della città di Şımkent.

Dopo l'indipendenza del paese il kazako è stato designato come lingua di Stato. La lingua kazaka è stata vista come uno strumento simbolico e risorsa per la costruzione dell'identità nazionale. Inoltre, si è cercato di creare una base terminologica per la lingua kazaka, con l'approvazione di nuove parole e la ridenominazione di città, strade e regioni dal russo. La bandiera e lo stemma del Kazakistan scelti nel 1991 incorporano elementi grafici legati alla cultura nazionale, mentre i monumenti e i siti architettonici nelle città, come Astana e Almaty, hanno iniziato a raffigurare gli eventi della storia e della cultura kazaka.
La "kazakizzazione" nel settore dell'istruzione si è manifestata anche con l'esclusione di alcune opere russe dai programmi scolastici. L'obiettivo è quello di superare l'immagine della società kazaka come "arcaica e incapace di autogoverno", legata al paternalismo sovietico nella regione. Viene infatti promossa una nuova storiografia che afferma che l'attuale stato è stato costruito sulla base di una tradizione di 500 anni di statualità, iniziata a metà del XV secolo. La storia sovietica, che aveva affermato la superiorità dei "Grandi Russi", è stata rivista, enfatizzando l'annessione militare del Kazakistan all'impero zarista. Figure intellettuali e politiche del passato, come Alikhan Bukeikhanov, Ahmet Baitursynov e Mirzhakip Dulatov, sono state riabilitate e riconosciute come precursori della lotta per l'indipendenza.
Le autorità statali hanno incoraggiato anche l'immigrazione della diaspora kazaka: la legge sulla cittadinanza del 1992 ha concesso la cittadinanza automatica ai kazaki migrati dall'estero e il governo ha offerto alloggi e posti di lavoro agevolati. Le autorità hanno teso a ignorare le tradizioni delle altre etnie presenti nel paese, portando a discriminazioni e risentimento interetnico. Le organizzazioni nazionaliste kazake promuovono spesso tali sentimenti, mentre i giornali in lingua russa, spesso critici con le autorità per queste politiche, hanno subito delle repressioni. Alcuni russi in Kazakistan sono diventati più radicali, chiedendo l'etno-secessione nella regione settentrionale del paese.

#### Kirghizistan
Dall'indipendenza il Kirghizistan ha visto un movimento per la derussificazione focalizzato principalmente sulla rimozione dei nomi sovietici da strade e quartieri nella capitale Biškek. L'uso del kirghiso è stato promosso nella vita pubblica, nel tentativo di sostituire il russo come lingua dell'amministrazione statale. Il russo è stato limitato anche nei media, nella comunicazione ufficiale e nella segnaletica pubblica, mentre i prestiti linguistici russi sono stati sostituiti con termini propri della lingua kirghisa.
La derussificazione è stata accompagnata da un'emigrazione di russi e di altri parlanti nativi di russo, favorendo ulteriormente il processo di "kirghizificazione". Il numero di scuole e classi in lingua russa è diminuito. A differenza di altri paesi della regione, il russo ha però mantenuto lo status di lingua ufficiale a livello statale.

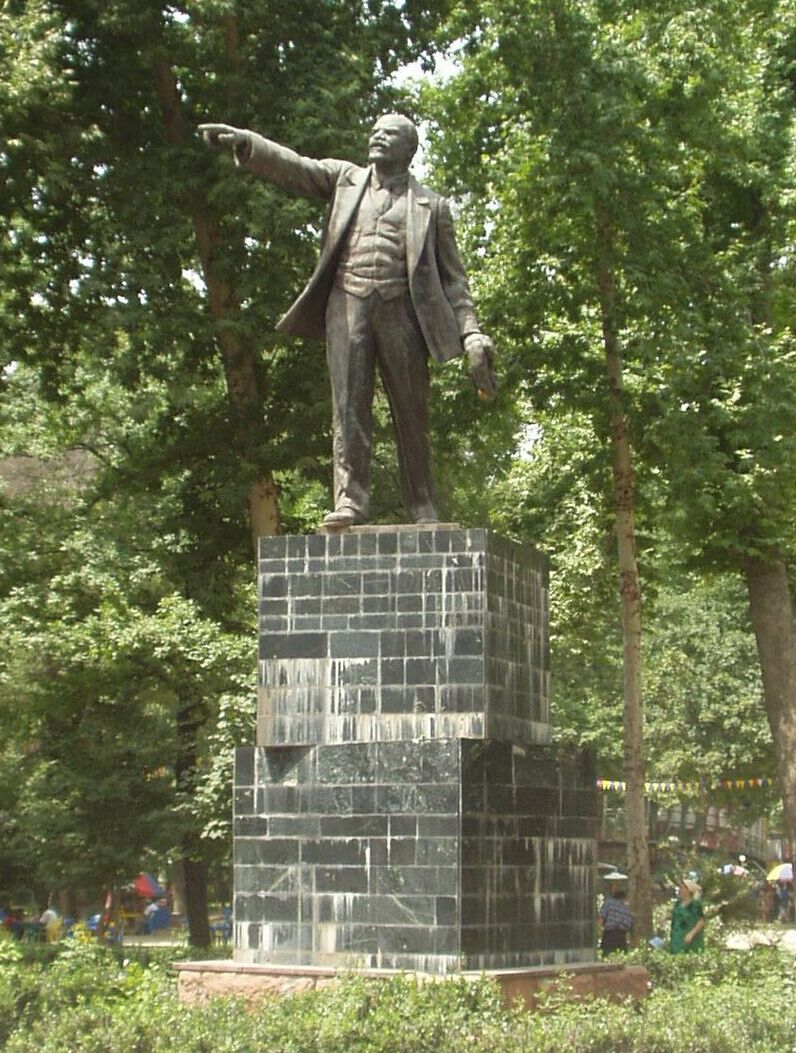
Statua di Lenin rimasta esposta in un parco di Dušanbe.

#### Tagikistan
il Tagikistan dall'indipendenza ha intrapreso un percorso di allontanamento dalle politiche linguistiche sovietiche, promuovendo la lingua tagica e riducendo il ruolo del russo, che ha visto un calo del suo uso nella vita quotidiana e negli ambiti ufficiali. Il governo tagico ha incoraggiato i cittadini ad abbandonare i nomi in stile russo per favorire l'identità nazionale. La capitale, Dušanbe, ha subìto una trasformazione architettonica significativa, con la demolizione di edifici di epoca sovietica e la costruzione di nuove strutture con maggiori elementi riconducibili alle tradizioni dell'Asia Centrale. La demolizione del Teatro Majakovskij nel 2017, un edificio costruito in stile costruttivista sovietico nel 1924, è un esempio di questo processo.

#### Turkmenistan
Il Turkmenistan dopo l'indipendenza ha adottato una politica di "neutralità permanente", riconosciuta dalle Nazioni Unite nel 1995, che mirava a resistere alle pressioni delle potenze esterne, ma che si è tradotto nell'isolamento dei cittadini, in una costruzione nazionale autocratica. La "turkmenizzazione" si è espressa attraverso purghe di funzionari non turkmeni, nell'imposizione della lingua turkmena e dei simboli tradizionali del popolo turkmeno.
Il Turkmenistan ha cercato di allontanarsi dall'influenza russa in vari modi, inclusa la limitazione delle opportunità di lavoro in Russia e la diversificazione delle relazioni economiche. Il Turkmenistan è infatti diventato sempre più dipendente dalla Cina, che è il principale mercato per il gas turkmeno e il principale fornitore di prestiti. Questa dipendenza economica dalla Cina ha soppiantato in parte quella dalla Russia, per le relazioni del periodo sovietico. Inoltre, le relazioni con Mosca hanno visto attriti a causa di dispute sui prezzi del gas e del trattamento dei russi etnici nel paese.

#### Uzbekistan
Dopo l'indipendenza, l'Uzbekistan ha intrapreso un percorso per ripristinare l'importanza della lingua uzbeka, in cui è stato adottato l'alfabeto latino al posto del cirillico, in un tentativo di allontanarsi dall'influenza russa e di aprirsi al mondo occidentale e alla Turchia, la cui lingua è affine all'uzbeko. Questo include l'obbligo dell'uso dell'uzbeko nella pubblica amministrazione e istruzione, ma anche la revisione della toponomastica e la rivalutazione di cultura e tradizioni uzbeke, come reazione alla loro precedente soppressione.
Nonostante gli sforzi di derussificazione, esiste una certa resistenza da parte di alcune fasce della popolazione, in particolare in ambito urbano, dove si concentrano la maggior parte dei russofoni. Ci sono anche dei casi in cui l'identità uzbeka è stata imposta forzatamente, come per esempio sulle popolazioni tagiche che vivevano nel paese, con i censimenti nazionali alterati per far figurare i tagichi come uzbeki.